# ルドヴィク・イルゲンス＝イェンセン
ルドヴィク・イルゲンス＝イェンセン（Ludvig Irgens-Jensen、1894年4月13日 - 1969年4月11日）は、ノルウェーの作曲家。
オスロ大学の文献学の学生だったが、ニルス・ラーセンにピアノを学ぶ。1920年より作曲を始めるようになり、その作品の急進的な性質は評価を得た。オラトリオ『帰郷』で国内コンクールの一等賞を獲得し、ノルウェーの記念碑的な作品とみなされた。また歌曲『祭壇』は最もよく知られた作品の1つである。第二次世界大戦中は愛国的な管弦楽や歌曲を作曲したが、ナチス・ドイツの検閲のため、匿名で地下出版した。作風は新古典主義音楽とみなされている。

## 作品

### 舞台音楽
- Driftekaren (1938年) ※オペラ
- Le Retour (1947年) ※オペラ
- ボールドウィン王の腕輪 - Kong Baldevins Armring (1935年) ※コミック・オペラ
- Robin Hood: spectacle lyrique (1945年) ※伴奏

### 合唱音楽
- Cantates profanes (1930年以前) ※オラトリオ
- Le Retour (1930年) ※オラトリオ
- 帰郷 - Heimferd (1930年) ※オラトリオ
- 神と踊り子 - Der Gott und die Bajadere (1932年) ※オラトリオ

### オーケストラ音楽
- 主題と変奏 - Tema con variazioni (1925年)
- パッサカリア - Passacaglia (1927年)
- 「ボールドウィン王の腕輪」組曲 - Kong Baldvines Arming, Suite (1935年)
- 交響的組曲（パルティータ・シンフォニカ） - Partita Sinfonica (1938年)
- 宗教的牧歌 - Pastorale religioso (1939年)
- 祭壇 - Altar (1939年)
- 交響曲 ニ短調 - Symphony in D minor (1942年)
- ロンド・マルツィアーレ - Rondo marziale (1942年)
- 頌歌 - Canto d'omaggio (1950年)
- 日本の春 - Japanischer Frühling (1957年)
- エアー - Air (1959年)

### 室内楽
- ヴァイオリン・ソナタ 変ロ長調 - Violin Sonata in B-flat (1923年)
- Piano Quintet (1927年)